# キャサリン・ラスキー
キャサリン・ラスキー（英語:Kathryn Lasky、1944年6月24日生）は、アメリカの児童文学作家。キャサリン・ラスキー・ナイト、E・L・スワンという名義で大人向けの作品も執筆している。主な作品に、「ガフールの勇者たち」「ファオランの冒険」などがある。アン・V・ザロウ児童文学賞や全米ユダヤ図書賞、ニューベリー賞を受賞。

## 経歴
ロシア系ユダヤ人の家系に生まれ、インディアナポリスで育つ。クリストファー・ナイトと結婚し、現在はマサチューセッツ州ケンブリッジに在住。ミシガン大学で英語の学士号、ウィーロック・カレッジで幼児教育の修士号を取得。
2011年、アン・V・ザロウ児童文学賞を受賞。
100冊以上を執筆しており、うち「ガフールの勇者たち」シリーズは800万部以上印刷され、19カ国語に翻訳されたベストセラー。
大人向けの作品には、クモ学者であるグレタ・ピンフォードの伝記、「Silk and Venom: Searching for a Dangerous Spider」、第46親衛夜間爆撃航空連隊の女性パイロットを描いた「Night Witches: A Novel of World War Two」がある。